# Limoux
Limoux település Franciaországban, Aude megyében. Lakosainak száma 10 339 fő (2022. január 1.). Limoux Alet-les-Bains, Cournanel, La Digne-d’Aval, Gaja-et-Villedieu, Magrie, Malras, Pieusse, Saint-Martin-de-Villereglan, Saint-Polycarpe, Véraza és Villar-Saint-Anselme községekkel határos.

## Népesség
A település népessége az elmúlt években az alábbi módon változott:
| Lakosok száma | 10 824 | 10 206 | 9665 | 9680 | 10 166 | 10 214 | 10 066 | 10 012 | 10 161 | 10 339 |
|               | 1968   | 1982   | 1990 | 2006 | 2013   | 2015   | 2017   | 2019   | 2020   | 2022   |